# ستيفن سالتر
ستيفن سالتر (بالإنجليزية: Stephen Salter)‏ هو سياسي أسترالي، ولد في 1938، وتوفي في 7 مايو 2006. انتخب عضو مجلس نواب تسمانيا.